# Satoshi Tanaka
Satoshi Tanaka (田中 聡 Tanaka Satoshi?), född 13 augusti 2002 i Nagano prefektur, är en japansk fotbollsspelare.
Tanaka började sin karriär 2020 i Shonan Bellmare.